# وليام هنري كابيل
وليام هنري كابيل (ب الإنجليزية William Henry Cabell)  وهو سياسي أمريكي ولد وليام هنري كابيل في 16 كانون الأول - ديسمبر من سنة 1772 في ولاية فيرجينيا. كان كابيل حاكم الرقم 14 على ولاية فيرجينيا من عام 1805 إلى عام 1808 توفي وليام هنري كابيل يوم 12 كانون الثاني - يناير من سنة 1853 قي ريتشموند بولاية فرجينيا.